# Brooklyn Heights (Brooklyn)
Brooklyn Heights es un barrio residencial lujoso del condado de Brooklyn en la ciudad de Nueva York (Estados Unidos). El barrio está bordeado por la calle Old Fulton cerca del Puente Brooklyn en el lado norte, por la Plaza Cadman Oeste en el lado este, por la Avenida Atlántica en el lado sur, y por la autopista Brooklyn-Queens y el Río Este en el lado oeste. Los barrios adyacentes son Dumbo al norte, Downtown Brooklyn al este, y Cobble Hill y Boerum Hill al sur.
Originalmente conocido como Brooklyn Village, ha sido una área prominente de Brooklyn desde 1834. El barrio es conocido por su arquitectura de construcción baja y sus muchas casas con terrazas, la mayoría de ellas construidas con anterioridad a la Guerra Civil. También tiene muchas iglesias y otras instituciones religiosas. En 1965, una parte grande de Brooklyn Heights fue protegida de un desarrollo exagerado para crear el Distrito Histórico de Brooklyn Heights, el primer distrito histórico de la  Ciudad de Nueva York. El distrito fue añadido al Registro Nacional de Sitios Históricos en 1966.